# Ebioniter
Ebioniterna (grekiska: Ἐβιωναῖοι, Ebionaioi, från hebreiska; אביונים, Evionim, "De fattiga") var en tidig judisk-kristen sekt som levde i och kring Judeen samt Palestina från 000-talet till 300-talet århundradet. 
Ebioniterna iakttog de judiska lagarna och riterna, vilka de tolkade i ljuset av Jesu uppfyllande av lagen, samt yrkade omskärelsens nödvändighet för de kristna. De erkände Jesus som den utlovade Messias men avvisade helt att han skulle vara gudomlig. Kyrkofäderna Justinus Martyren och Origenes erkände ebioniterna såsom kristna, utan att dela deras åsikt om Jesu person.
Ebioniterna vördade Jesu bror Jakob som ledare för kyrkan i Jerusalem och avvisade Paulus från Tarsus, eftersom han var en avfälling mot lagen. Enligt kyrkofäderna erkände ebioniterna inte Paulus brev och av evangelierna endast Matteusevangeliet. Det finns även ett judekristet, gnostiskt färgat apokryfiskt evangelium från 100-talet. Det röjer kännedom om Matteus och Lukas evangelier. Genom kyrkofadern Epifanius har några fragment bevarats.
Det romersk-judiska kriget under Titus som ledde till Jerusalems förstöring var ett hårt slag för ebioniterna, och många överlevande övergick till ortodox kristendom eller judendom. Sekten överlevde dock bland annat på Cypern, och enligt vissa uppgifter fanns den kvar i Arabien vid tiden för Muhammeds grundläggande av islam. En del av Muhammeds tidiga anhängare skall ha varit ebioniter, vilken kan ha påverkat Korans syn på Jesus. Men Irfan Shahîd, en palestinsk kristen forskare inom orientaliska studier, invävdar att det inte finns något bevis för att ebioniterna kvarstod fram till det 7:e århundradet, än mindre att de hade en närvaro i Mecka. 
Idag har rörelsen fått viss förnyad aktualitet då rörelsen Jews for Jesus (organisationen för evangelisering bland judar) ibland beskrivs som ebioniter.